# Maybe This Place Is the Same and We're Just Changing
Maybe This Place Is the Same and We're Just Changing  es el álbum debut de la banda estadounidense de rock Real Friends. El álbum fue grabado en febrero de 2014 con Seth Henderson en Always Be Genius Recording Studio. Fue publicado a través de Fearless el 22 de julio. El álbum alcanzó el número 24 en los EE. UU. También el Top 20 de varias listas de Billboard.

## Antecedentes
A fines de 2010 el bajista Kyle Fasel "no estaba feliz" con la música que hacia y deseado empezar de cero. Fasel llama al guitarrista Dave Knox y ambos pronto empezaron a hablar sobre los objetivos a conseguir. Fasel no esperaba ser el líder. El Vocalista Dan Lambton, quién era amigo de Knox, recibió una llamada de Fasel, preguntándole si le gustaría unirse al proyecto Pronto se unió el baterista Aaron Schuck. El grupo pronto se dio cuenta de que no se sentían cómodos con el sonido que tenían en sus canciones Tuvieron una reunión y vino a la conclusión empezar de cero. Durante este periodo de cambio, Fasel y Knoxtocaban en otra banda titulada The Fastest Kid. Poco después, Schuck fue reemplazado por Brian Blake. Blake se contactó por mail cuando supo que la banda necesitaba un nuevo baterista.
Real Friends no tuvo un segundo guitarrista permanente, a menudo amigos ocupaban ese puesto. Eric Haines pronto se unió como un guitarrista adicional. Hasta que Haines se unió Fasel y Knox típicamente escribían las canciones y ellos no tuvieron "oopinion de guitarrista", según Fasel. Con esta nueva conformación del grupo publicaron varios EPs. Uno de estos fue Everyone That Dragged You Here  (2012). Poco después de la liberación del EP, la popularidad de la banda aumento y la audiencia en sus espectáculos también aumentaron. Otro EP fue Put Yourself Back Together(2013). Revisando el EP para Rock Soun, Andy Biddulph dijo que no sea "sorprenderia" si la banda  "mezclara con los chicos grandes dentro de la industria dentro de un año". Fearless firmó a la banda en diciembre de 2013. La banda era inicialmente indecisa de firmar con una discográfica pero dijeron qu Fearless era "diferente. Hicieron que se sientan más como una familia." El grupo "todavía tenían todo el control de la banda" mientras Fearless ayudaría con marketing y distribución, según Fasel.

## Lista de canciones
Todas las canciones escritas por Real Friends. Todas las letras escritas por Kyle Fasel.
1. "Maybe This Place Is the Same..." – 1:04
2. "I Don't Love You Anymore" – 3:25
3. "Cover You Up" – 2:51
4. "Old Book" – 1:36
5. "Summer" – 3:21
6. "Loose Ends" – 3:03
7. "Short Song" – 1:38
8. "Sixteen" – 2:19
9. "Spread Me All Over Illinois" – 3:13
10. "To: My Old Self" – 3:19
11. "I Think I'm Moving Forward" – 2:45
12. "...And We're Just Changing" – 3:52

## Posiciones en listas
| listas (2014)                     | posición |
| --------------------------------- | -------- |
| U.S. Billboard 200                | 24       |
| U.S. Billboard Alternative Albums | 5        |
| U.S. Billboard Independent Albums | 3        |
| U.S. Billboard Top Rock Albums    | 6        |
| U.S. Billboard Vinyl Albums       | 3        |